# Лидвил (Колорадо)
Лидвил (енгл. Leadville) град је у америчкој савезној држави Колорадо.

## Демографија
По попису из 2010. године број становника је 2.602, што је 219 (-7,8%) становника мање него 2000. године.
| Група             | 2000.         | 2010.         |
| Белци             | 2.031 (72,0%) | 1.774 (68,2%) |
| Афроамериканци    | 4 (0,1%)      | 5 (0,2%)      |
| Азијати           | 9 (0,3%)      | 18 (0,7%)     |
| Хиспаноамериканци | 718 (25,5%)   | 745 (28,6%)   |
| Укупно            | 2.821         | 2.602         |